# إيفا ايبلي
إيفا إيبلي (2 مايو 1925 - 4 مايو 2015) هي فنانة سويسرية.

## الحياة الشخصية
ولدت في 2 مايو 1925 في زوفينجن، سويسرا، وقضت إيبلي طفولتها في بازل حيث زاولت دراستها بمدرسة الفنون الزخرفية. كان والدها مدرسا في مدرسة والدورف وكاتبا لكتب تنمية الطفل، ويلي إيبلي، الذي عمل مع رودولف شتاينر.
انتقلت إلى فرنسا في عام 1952 مع زوجها الثاني النحات جان تينجلي. وبعدها بدأت مسيرتها الفنية كرسامة في باريس. من عام 1954 إلى عام 1960، تقاسما إيبلي وتينجلي المعيشة والعمل في Impasse Ronsin، مقابل منزل Constantin Brâncuși الذي كان متواجدا هناك منذ عام 1916. كانوا ينتمون إلى الطليعة الباريسية مع فنانين آخرين مثل دانييل سبوري ، وإيف كلاين، ونيكي دو سانت فال. أصبحت إيفا إيبلي مهتمة و مغرومة بنحت التماثيل الصغيرة من المنسوجات والبرونز.
في عام 1975، اكتشفت علم التنجيم بفضل جاك بيرتون والرسام إريك ليرايل. وبعد خمسة عشر عامًا، قررت محاربة الفقر والقمع و الجوع والجهل من خلال تكوين مؤسسة ميراكير. عاشت إيبلي حتى 90 عامًا. توفيت إيبلي في 4 مايو 2015 في أونفلور، فرنسا. 
كان طفل إيبلي الأول من المهندس المعماري هانز ليو هو فيليكس ليو (1945). أحفادها هم المعالج جين ليو ريكاس، ورسام الوشم فيليب ليو، والعارضة السابقة أما ليو، والفنانة آيا ليو والموسيقي أجا ليو. ابنة إيبلي من جان تينغلي هي الرسامة ميريام تينغلي.

## روابط خارجية
- إيفا ايبلي بالألمانية وبالفرنسية وبالإيطالية من قاموس سويسرا التاريخي على الإنترنت.
- Eva Aeppli on AWARE: Archives of Women Artists, Research and Exhibitions